# Think Visual
Think Visual is een album van de Britse rockband The Kinks uit 1986.

## Tracks
- "Working at the Factory"
- "Lost and Found"
- "Repetition"
- "Welcome to Sleazy Town"
- "The Video Shop"
- "Rock 'N' Roll Cities"
- "How Are You"
- "Think Visual"
- "Natural Gift"
- "Killing Time"
- "When You Were a Child"

Opnamen: januari t/m augustus 1986.
Mick Avory · Dave Davies · Ray Davies

John Dalton · Gordon Edwards · Ian Gibbons · John Gosling · Bob Henrit · Andy Pyle · Pete Quaife · Jim Rodford